# Bothrocara brunneum
Bothrocara brunneum är en fiskart som först beskrevs av Bean, 1890.  Bothrocara brunneum ingår i släktet Bothrocara och familjen tånglakefiskar. Inga underarter finns listade.